# اگنین
اگنین (به فرانسوی: Agnin) یک کمون در فرانسه است که در Canton of Roussillon واقع شده‌است.

## خصوصیات
اگنین ۷٫۹۶ کیلومترمربع مساحت و ۹۶۹ نفر جمعیت دارد.